# Джамал Блекмен
Джамал Клінт-Росс Блекмен (англ. Jamal Clint-Ross Blackman; нар. 27 жовтня 1993, Лондон, Англія) — англійський футболіст, воротар футбольного клубу «Челсі». Вихованець Академії «Челсі».